# Capheris nitidiceps
Capheris nitidiceps är en spindelart som beskrevs av Simon 1905. Capheris nitidiceps ingår i släktet Capheris och familjen Zodariidae. Inga underarter finns listade.